# Platinum & Gold Collection (Toni Braxton-album)
A Platinum & Gold Collection Toni Braxton amerikai énekesnő hetedik albuma és második válogatásalbuma. 2004-ben jelent meg. Alacsony költségvetésű kiadvány; kevesebb dal szerepel rajta, mint az első, Ultimate Toni Braxton című válogatásalbumon, de felkerült rá néhány olyan dal, illetve remix, ami arra nem.

## Számlista
1. Another Sad Love Song
2. Breathe Again
3. How Could an Angel Break My Heart (Remix Version)
4. I Belong to You
5. You Mean the World to Me
6. Un-Break My Heart
7. How Many Ways (R. Kelly Remix)
8. He Wasn’t Man Enough
9. Maybe (Radio Edit Mix)
10. A Better Man
11. Hit the Freeway
12. Spanish Guitar (HQ2 Radio Edit)